# Orange Pi
Orange Pi je jednodeskový počítač vyvíjený pod stejnojmennou čínskou značkou vlastněnou společností Shenzhen Xunlong Software CO., Ltd. Funguje pod open source licencí, tudíž je pro každého uživatele možné si zařízení upravovat dle svých potřeb a sdílet jej tak mezi další uživatele. Je dostupný v různých modelech a variantách a je k němu značkou vyvíjeno hardwarové příslušenství a operační systém Orange Pi OS. Kromě tohoto operačního systému jsou podporovány i některé distribuce Linuxu, konkrétní podpora se u jednotlivých modelů liší. Oficiální informace o Orange Pi lze nalézt na webové stránce značky. 

model Orange Pi Mini 2

## Vývoj
První model Orange Pi, s názvem „Orange Pi PC“, byl společností Shenzhen Xunlong Software CO., Ltd. vydán v roce 2014. K dnešnímu datu (8.11. 2024) má společnost v prodeji 24 modelů.

## Modely a technické specifikace
Každý model je přizpůsoben jiným účelům a má jiné technické parametry. Následující tabulka obsahuje informace o využití a technických parametrech o každém modelu, který je zároveň v současnosti podporován nebo prodáván. 
 
| Model                 | Procesor                   | RAM              | Úložiště            | Rozhraní                                                                           | Podporované OS          | Napájení | Rozměry     | Využití                                                                          |
| --------------------- | -------------------------- | ---------------- | ------------------- | ---------------------------------------------------------------------------------- | ----------------------- | -------- | ----------- | -------------------------------------------------------------------------------- |
| Orange Pi R1          | H2 Quad-core Cortex-A7     | 256MB/512MB DDR3 | microSD             | 1x USB, 1x Ethernet                                                                | Android, Linux          | 5V/2A    | 60mm x 45mm | Router pro malé sítě, základní server                                            |
| Orange Pi Zero        | H2+ Quad-core Cortex-A7    | 256MB/512MB DDR3 | microSD             | 1x USB, Wi-Fi, GPIO                                                                | Android, Debian, Ubuntu | 5V/2A    | 46mm x 48mm | IoT aplikace, jednoduché servery, domácí automatizace                            |
| Orange Pi One         | H3 Quad-core Cortex-A7     | 512MB DDR3       | microSD             | 1x USB, HDMI, Ethernet, GPIO                                                       | Android, Linux          | 5V/2A    | 69mm x 48mm | Mediaserver, vývoj embedded systémů                                              |
| Orange Pi 3           | H6 Quad-core Cortex-A53    | 1GB/2GB LPDDR3   | eMMC, microSD       | 2x USB 3.0, 1x USB 2.0, HDMI, Wi-Fi, BT, Ethernet                                  | Android, Debian, Ubuntu | 5V/3A    | 90mm x 64mm | Multimediální centrum, herní emulátory                                           |
| Orange Pi i96         | RDA8810PL Cortex-A5        | 256MB DDR        | 128MB NAND, microSD | Micro-USB, Wi-Fi, GPIO                                                             | Debian, Ubuntu          | 5V/2A    | 60mm x 30mm | Základní IoT zařízení, jednoduché aplikace                                       |
| Orange Pi Win Plus    | A64 Quad-core Cortex-A53   | 2GB DDR3         | microSD             | 2x USB, HDMI, Wi-Fi, BT, Ethernet, GPIO                                            | Android, Debian, Ubuntu | 5V/3A    | 93mm x 60mm | Domácí server, kancelářské aplikace                                              |
| Orange Pi R1 Plus     | H5 Quad-core Cortex-A53    | 512MB/1GB DDR3   | microSD             | 1x USB, 2x Ethernet                                                                | Android, Debian, Ubuntu | 5V/2A    | 60mm x 45mm | Router, firewall, síťové a bezpečnostní aplikace                                 |
| Orange Pi Zero Plus   | H5 Quad-core Cortex-A53    | 512MB DDR3       | microSD             | 1x USB, Wi-Fi, HDMI, GPIO                                                          | Android, Debian, Ubuntu | 5V/2A    | 48mm x 46mm | Automatizace, menší servery                                                      |
| Orange Pi One Plus    | H6 Quad-core Cortex-A53    | 1GB DDR3         | microSD             | 1x USB 2.0, HDMI, Ethernet, GPIO                                                   | Android, Debian, Ubuntu | 5V/2A    | 69mm x 48mm | Domácí multimedia, vývoj embedded aplikací                                       |
| Orange Pi 3 LTS       | H6 Quad-core Cortex-A53    | 1GB/2GB LPDDR3   | 32GB eMMC, microSD  | 3x USB, HDMI, Wi-Fi, BT, Ethernet                                                  | Android, Debian, Ubuntu | 5V/3A    | 90mm x 64mm | Multimediální centrum, IoT projekty                                              |
| Orange Pi R1 Plus LTS | H5 Quad-core Cortex-A53    | 1GB DDR3         | microSD             | 1x USB, 2x Ethernet, GPIO                                                          | Android, Debian, Ubuntu | 5V/2A    | 60mm x 45mm | Síťová zařízení, firewall, VPN                                                   |
| Orange Pi Zero 2      | H616 Quad-core Cortex-A53  | 512MB/1GB DDR3   | microSD             | 2x USB, Wi-Fi, HDMI, GPIO                                                          | Android, Debian, Ubuntu | 5V/2A    | 55mm x 55mm | IoT, základní multimediální server                                               |
| Orange Pi Lite        | H3 Quad-core Cortex-A7     | 512MB DDR3       | microSD             | 1x USB, Wi-Fi, GPIO                                                                | Android, Debian, Ubuntu | 5V/2A    | 69mm x 48mm | IoT, domácí automatizace, jednoduché servery                                     |
| Orange Pi 4           | RK3399 Hexa-core           | 3GB/4GB LPDDR4   | 16GB eMMC, microSD  | USB 3.0, USB Type-C, HDMI, Wi-Fi, BT, Ethernet                                     | Android, Debian, Ubuntu | 5V/3A    | 90mm x 64mm | Výkonné multimediální centrum, vývoj AI projektů                                 |
| Orange Pi 3G-IoT-A    | MT6572 Dual-core Cortex-A7 | 512MB DDR2       | 4GB eMMC, microSD   | 2x USB, Wi-Fi, 3G, GPIO                                                            | Android, Debian         | 5V/2A    | 90mm x 64mm | IoT, mobilní datové aplikace                                                     |
| Orange Pi Zero Plus 2 | H5 Quad-core Cortex-A53    | 512MB DDR3       | 8GB eMMC, microSD   | 1x USB, Wi-Fi, HDMI, GPIO                                                          | Android, Debian, Ubuntu | 5V/2A    | 48mm x 46mm | Automatizace, mobilní aplikace                                                   |
| Orange Pi Lite 2      | H6 Quad-core Cortex-A53    | 1GB DDR3         | microSD             | USB Type-C, Wi-Fi, HDMI, GPIO                                                      | Android, Debian, Ubuntu | 5V/2A    | 69mm x 48mm | Multimediální server, herní emulátory                                            |
| Orange Pi 4B          | RK3399 Hexa-core           | 4GB LPDDR4       | 16GB eMMC, microSD  | USB 3.0, USB Type-C, HDMI, Wi-Fi, BT, Ethernet                                     | Android, Debian, Ubuntu | 5V/3A    | 90mm x 64mm | Graficky náročné projekty, desktopová náhrada                                    |
| Orange Pi 3G-IoT-B    | MT6572 Dual-core Cortex-A7 | 512MB DDR2       | 4GB eMMC, microSD   | 2x USB, Wi-Fi, 3G, GPIO                                                            | Android, Debian         | 5V/2A    | 90mm x 64mm | IoT s mobilním připojením, senzory                                               |
| Orange Pi Zero LTS    | H2+ Quad-core Cortex-A7    | 256MB/512MB DDR3 | microSD             | 1x USB, Wi-Fi, GPIO                                                                | Android, Debian, Ubuntu | 5V/2A    | 46mm x 48mm | IoT, jednoduché servery                                                          |
| Orange Pi PC          | H3 Quad-core Cortex-A7     | 1GB DDR3         | microSD             | 3x USB, HDMI, Ethernet, GPIO                                                       | Android, Debian, Ubuntu | 5V/2A    | 85mm x 55mm | DIY PC, kancelářské a vývojové aplikace                                          |
| Orange Pi RK3399      | RK3399 Hexa-core           | 4GB LPDDR4       | 128GB eMMC, microSD | USB 3.0, USB Type-C, HDMI, Wi-Fi, BT, Ethernet                                     | Android, Debian, Ubuntu | 5V/3A    | 90mm x 64mm | Herní a graficky náročné aplikace, AI, servery                                   |
| Orange Pi 5B          | RK3588                     | 8GB LPDDR4x      | 256GB eMMC, microSD | HDMI 2.1, 2x USB 3.0, USB Type-C, 2x 2.5GbE Ethernet, Wi-Fi 6, Bluetooth 5.0, PCIe | Android, Debian, Ubuntu | 5V/3A    | 90mm x 64mm | Vysoký výpočetní výkon, multimediální aplikace, servery, vývoj umělé inteligence |
| Orange Pi 5 Plus      | RK3588                     | 8GB LPDDR4x      | 256GB eMMC, microSD | Dual HDMI, USB 3.0, USB Type-C, 2x 2.5GbE Ethernet, PCIe (M.2)                     | Android, Debian, Ubuntu | 5V/3A    | 90mm x 64mm | Projekty náročné na grafiku, vysoce kvalitní multimédia, servery                 |

## Podpora a komunita
Orange Pi má svoji vlastní uživatelskou komunitu na fórech oficiální stránky značky Orange Pi i na GitHubu, kde si uživatelé vzájemně radí, vylepšují dokumentaci, vylepšují dostupnost open-source nástrojů, rozšiřují projekty a popularizují je. Dále se diskutuje na sociální síti Reddit, existují i další diskuzní místa.  